# Вишневський Микола Олександрович
Вишневський Микола Олександрович (1874 — ?) — український архітектор, київський архітектор.

## Життєпис
Народився 1874 року, відомостей про ранні роки життя немає.
Навчався у Петербурзькому інституті цивільних інженерів, який закінчив імовірно близько 1898 року.
З 1898 року працював у Києві, звів низку цікавих будинків.
Водночас із архітектурною роботою працював техніком у Київському благодійному товаристві. Був попечителем Чоловічої ремісничої школи.

## Стиль
Вживав стильові форми неоренесансу, необароко та псевдоросійського стилю.

## Роботи у Києві

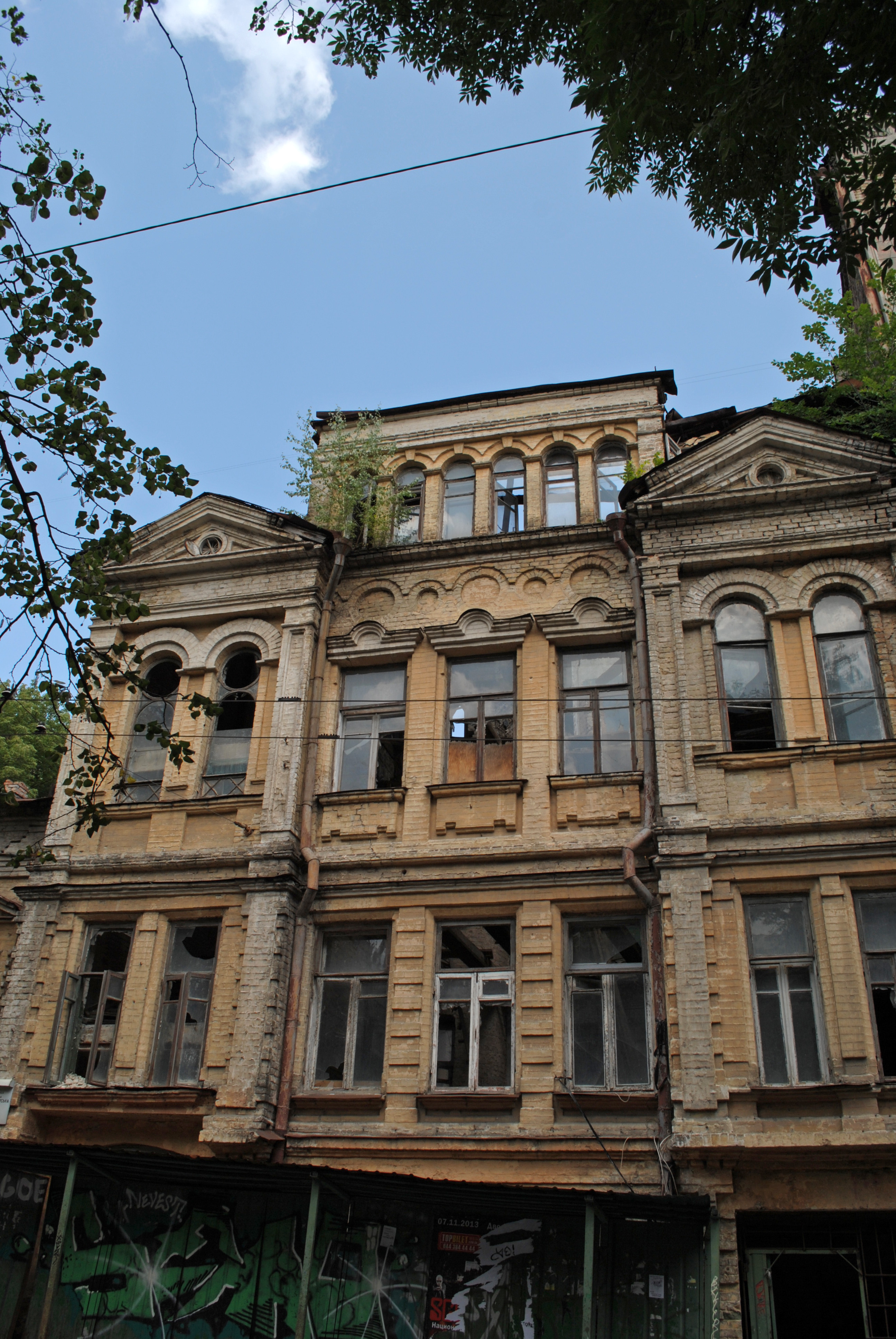
Прибутковий будинок у садибі М. Мурашка на вул. Малій Житомирській № 14-а

- Прибутковий будинок у садибі М. Мурашка на вул. Малій Житомирській № 14-аПрибутковий будинок у садибі М. Мурашка на вул. Малій Житомирській № 14 а (1898 р.),
- Флігель О. Гончарова на вул. Жилянській № 120-б (1900 p., співавтор О. Гілевич, не зберігся),
- Прибутковий будинок на вул. Глибочицькій № 103 (1900 р., не зберігся),

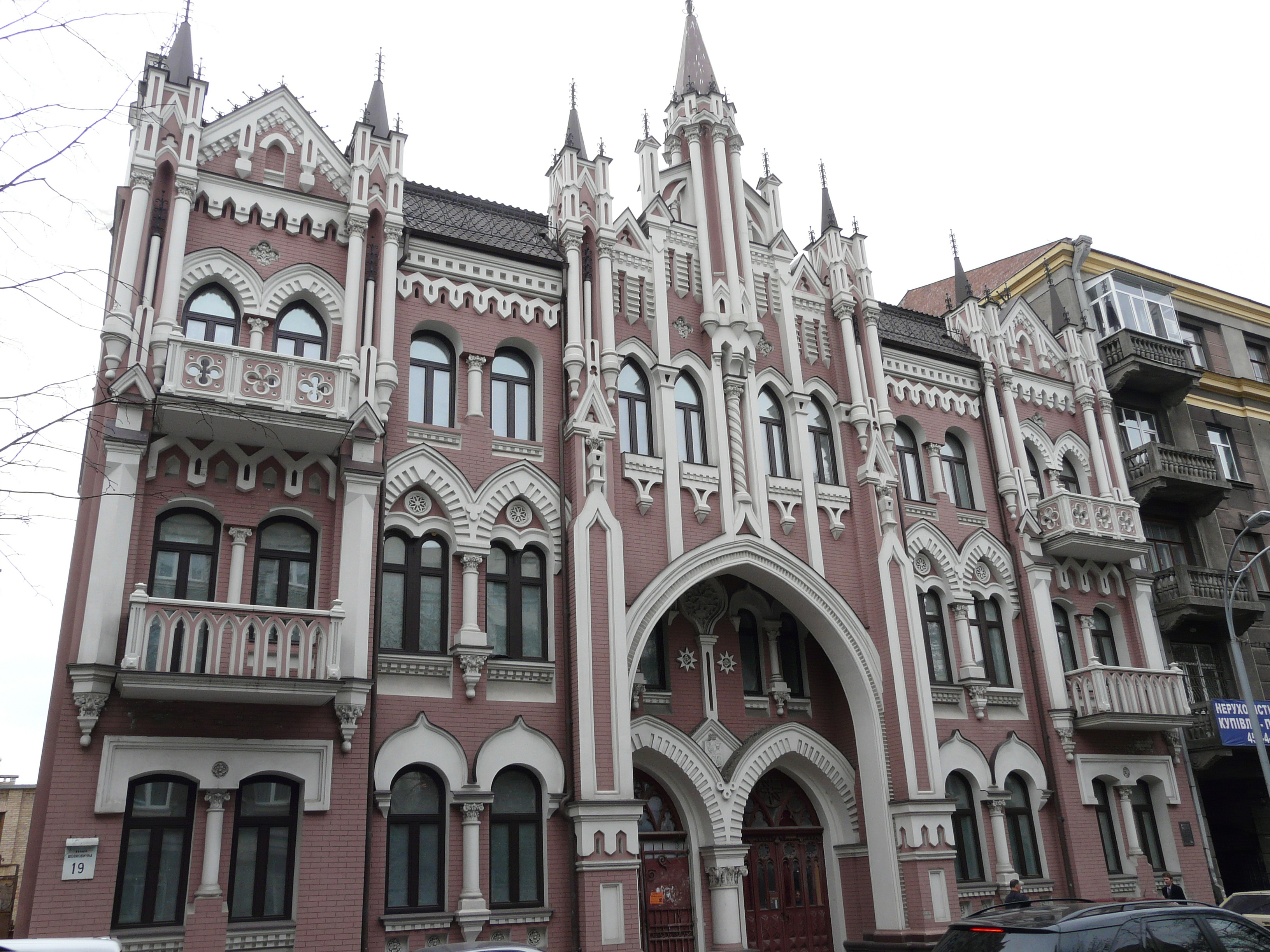
Будинок Ікскюль-Гільденбанда, Шовковична, 19

- Будинок Ікскюль-Гільденбанда, Шовковична, 19Будинок Ікскюль-Гільденбанда ("Пряничний дім"[1]), вул. Шовковична № 19 (1901 p.),

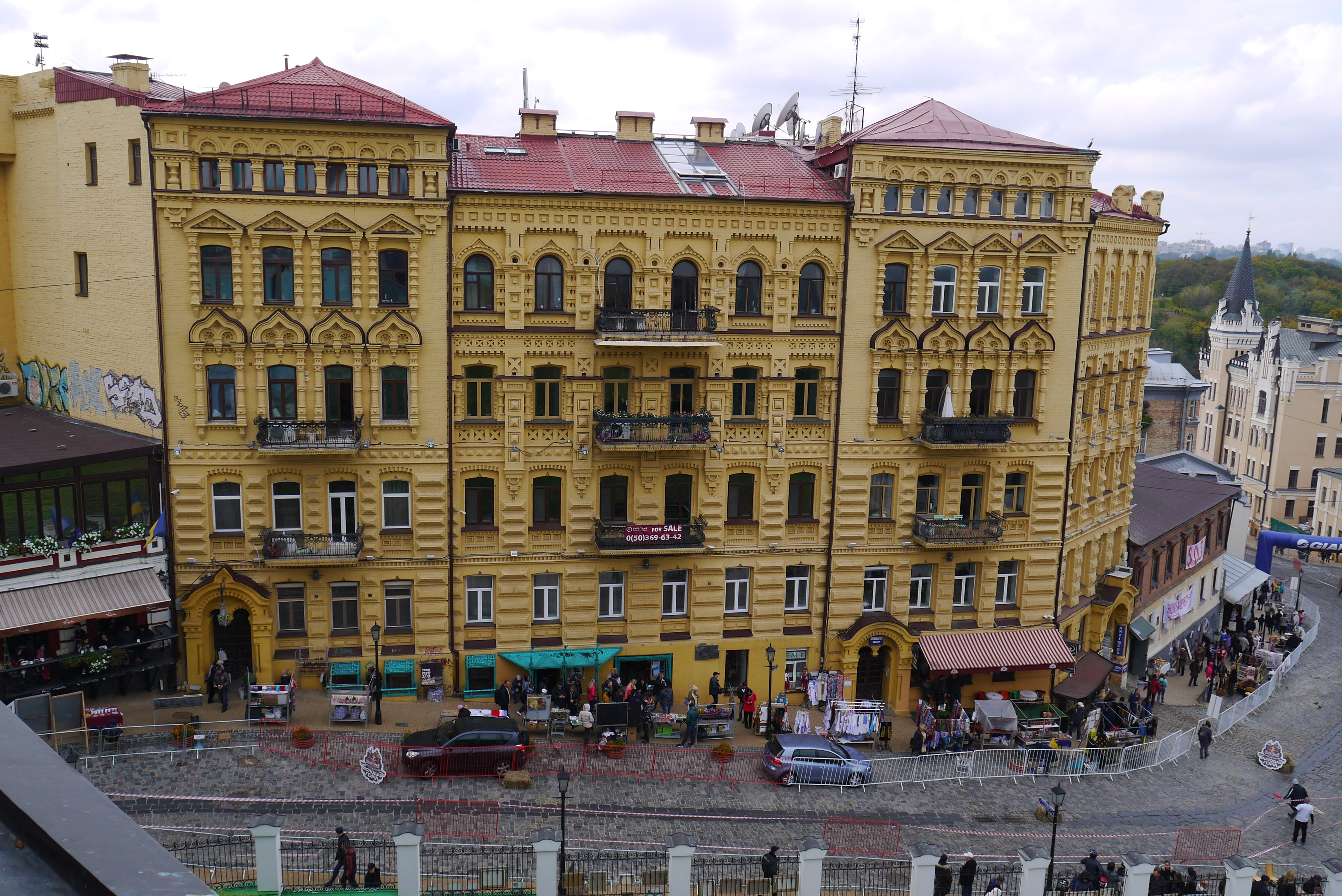
Андріївський узвіз, 34

- Андріївський узвіз, 34Прибутковий будинок на Андріївському узвозі № 34 (Будинок А. Слинька або Дім-терем[2], 1900—1901 pp., проект О. Хойнацького),
- Прибутковий будинок на вул. Паторжинського № 5 (1902 р., не зберігся),
- Прибутковий будинок на вул. Паторжинського № 3 (1906 р., не зберігся),

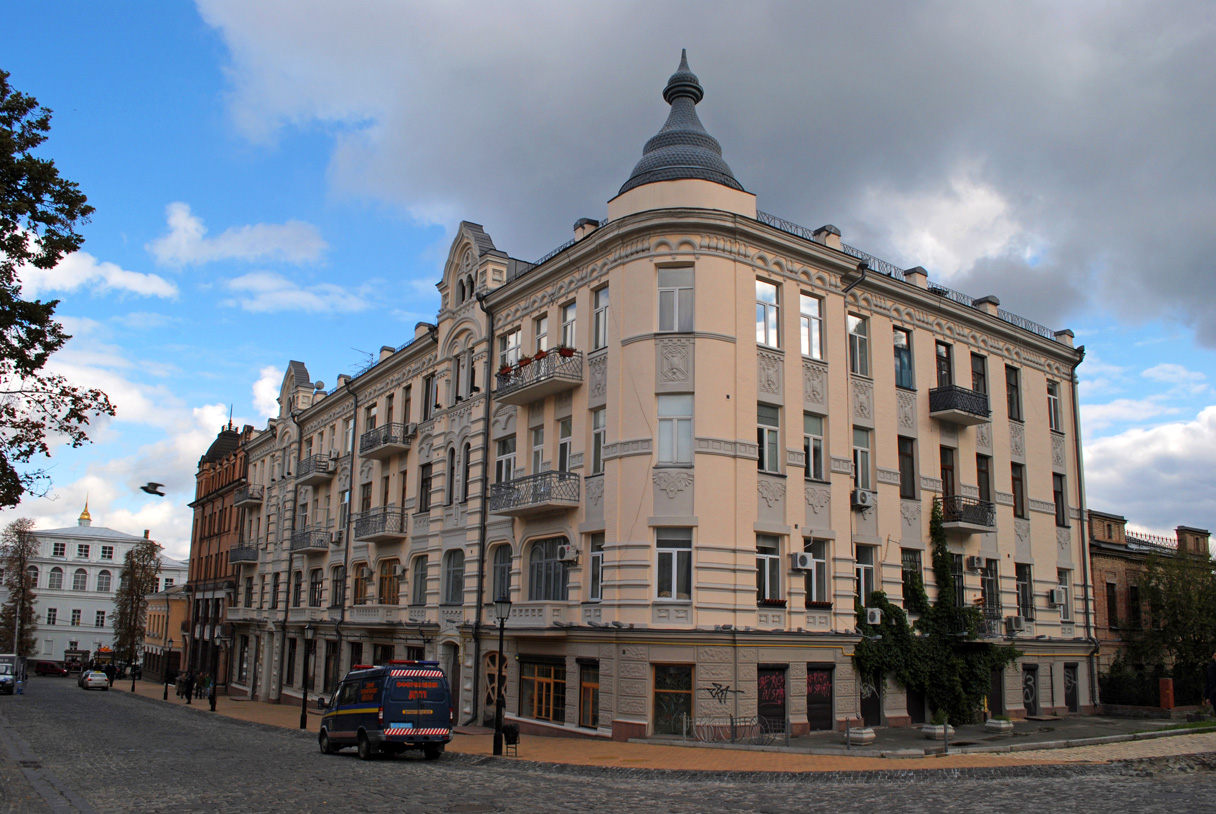
Київ, Андріївський узвіз, 3/24

- Київ, Андріївський узвіз, 3/24Житловий будинок на Андріївському узвозі № 3/24 (1914 p.),
- 4-поверховий флігель купчихи Рахілі Майкапар, Лютеранська, 6-б.

## Адреси у Києві
- вул. Пушкінська № 31 (до 1904 або 1905),
- вул. Рейтарська № 25 (1905—1908),
- Бібіковський бульвар № 48 (1909),
- вул. Павлівська (з 1910), у довідниках помилково вказаний № 41, тоді як останній будинок вулиці мав № 29, можливо малося на увазі будинок № 11 або 21.